# 披帛

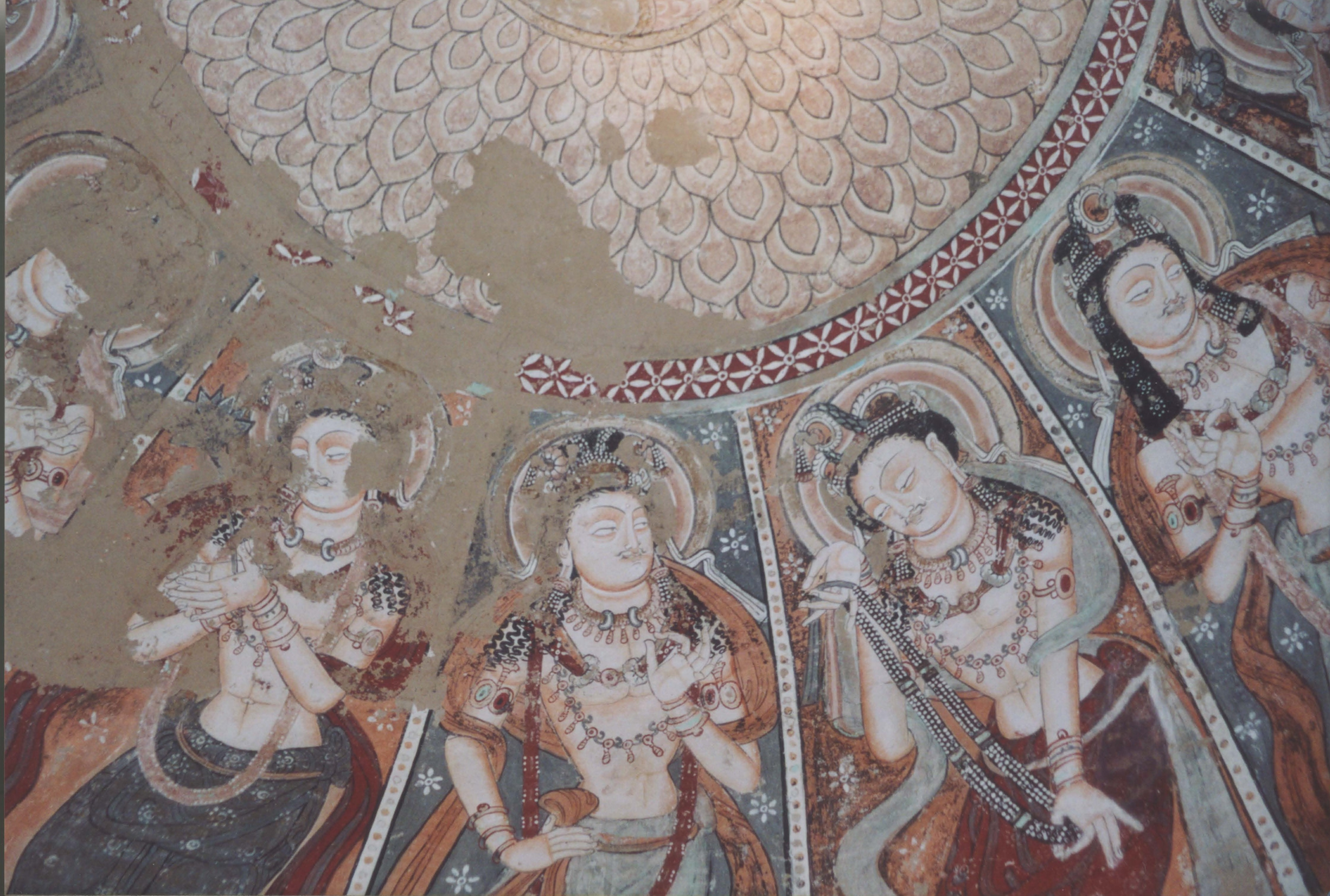
庫木吐喇千佛洞身披披帛的男性菩薩或供養天人壁畫，古龜茲王國藝術，公元5–6世紀。

披帛，又名披子，是一種裝飾性的圍巾，是通過絲綢之路傳入中國的西亞文化，後來成為漢服配件，再傳至朝鮮半島、日本、越南，多為女子穿戴，通常搭於肩上，或纏繞在手肘間。若將雙手交叉，便垂懸於後背，以顯示出飄逸柔美之感。披帛亦經常出現在神靈仙佛的畫像中，一些男性神佛也會穿戴披帛。

## 形制
披帛可分「帔」和「帛」兩種，長度可在二公尺以上。所用材料通常是纖薄輕柔的紗，多用絢麗的色彩，其上的裝飾圖紋可用刺繡、描繪或印製等不同方式製作。

## 歷史
披帛最早或者是通過絲綢之路傳入東亞的一種源自西亞的波斯文化，而波斯人穿戴披帛的習慣，又可能是受到希臘化的影響，但相關說法未被確實。在敦煌、吐魯番發掘的披帛與中原唐朝長安出土的披帛屬於同一時代的產物，沿絲綢之路所發現的披帛也反映了當時絲綢貿易的活躍。

### 中國

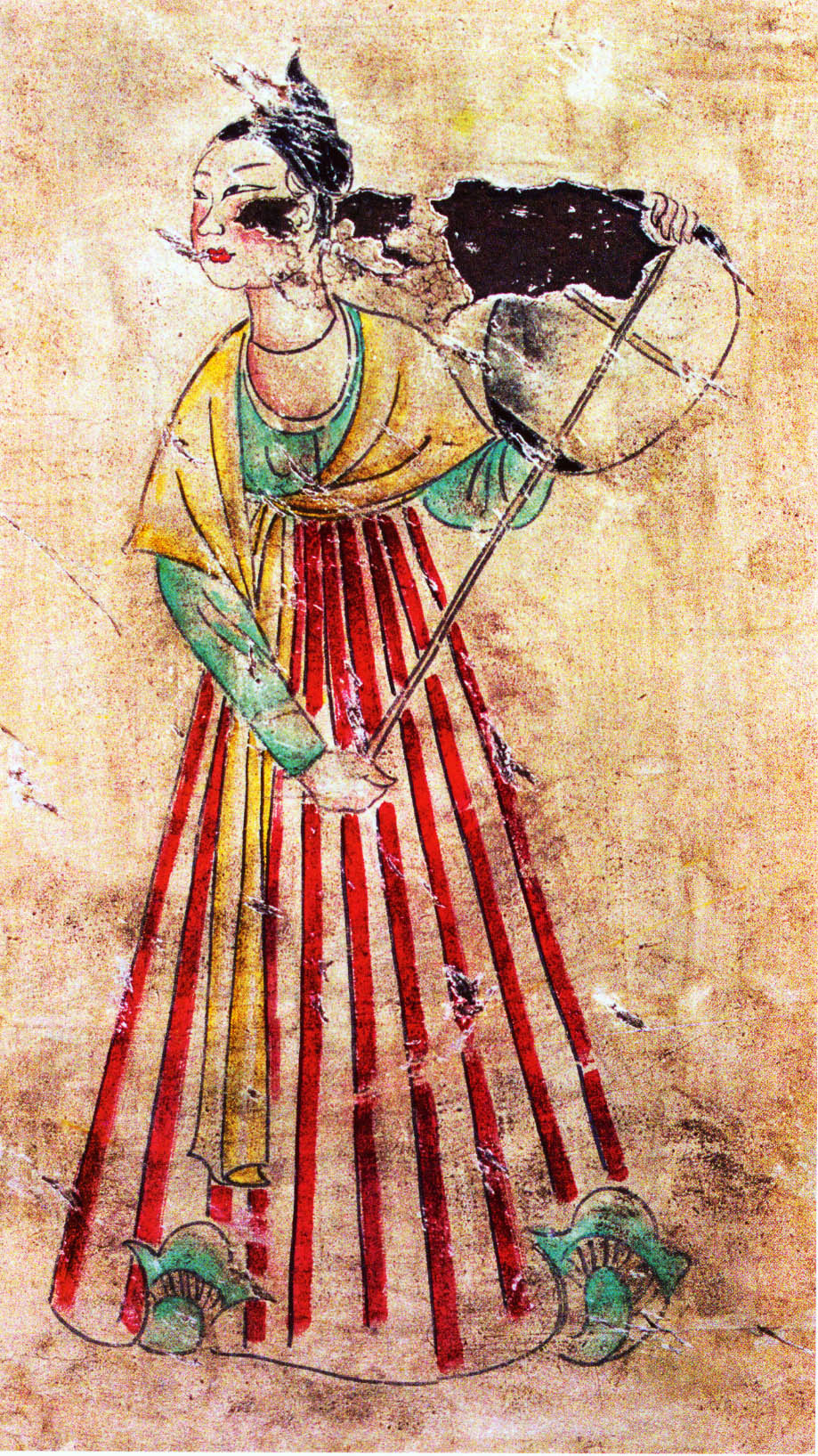
初唐時期安元壽墓壁畫的侍女，所穿搭的披帛一端塞入裙腰

披帛在隋、唐兩代蔚為風尙。隋唐兩代的詩詞、壁畫、畫作中描繪的女子大多身披披帛。據說這種「時尙」是借鑑了西域舞姬的舞衣。初唐時的披帛穿搭為一端塞入裙腰或半臂裡，另一端繞過肩膀後自然垂下，使用較短的披帛就可完成這種穿搭。晚唐五代時則流行將披帛從背後挽向身前，再搭到另一邊手臂上，需要大概五公尺以上的披帛方可達到這種效果。
南宋之後，披帛逐漸少見於日常生活，又演變成硬質的霞帔。元代時披帛已在日常生活中絕跡，只作為舞蹈、戲曲的表演服裝。後來披帛成為人們想像中的古代女性以及神仙服飾，一些非寫實的仕女圖中的仕女常身披披帛，一些神像的造型也有披帛。

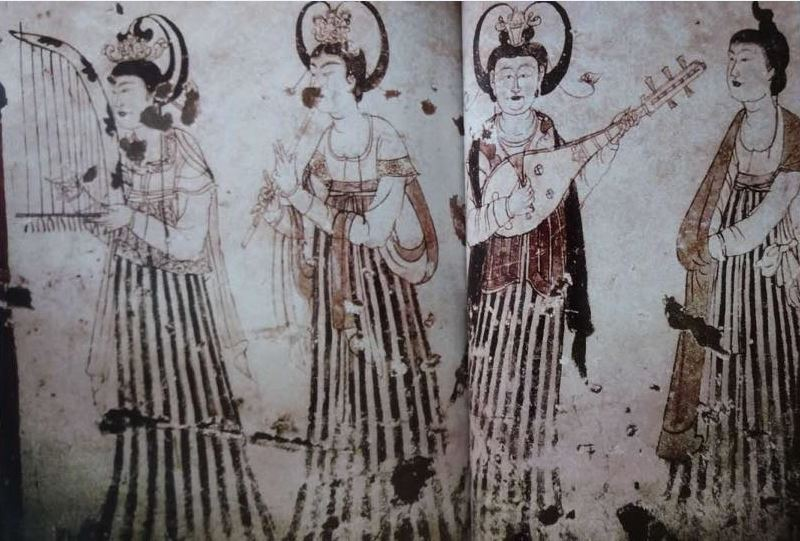
初唐女樂
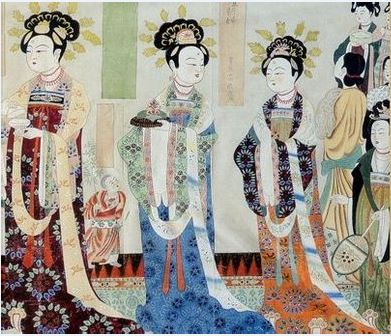
敦煌歸義軍時代供養人壁畫
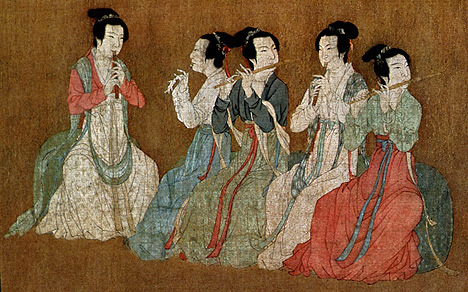
韓熙載夜宴圖中的樂妓

### 朝鮮

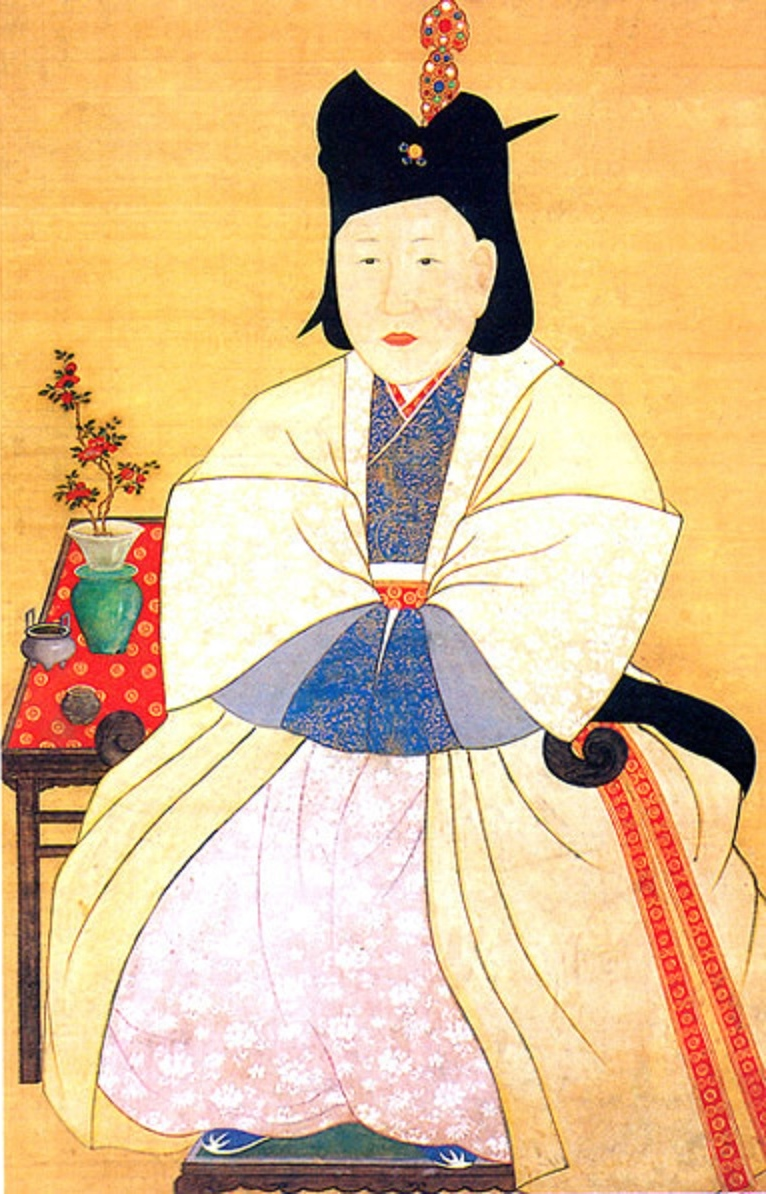
朝鮮文宗時期領議政河演夫人鄭氏像，身披披帛

朝鮮在三國時期從中國傳入披帛，稱為裱（韓語：표），於統一新羅時期流行於貴族女子。高麗時代仍然流行，一直至朝鮮王朝文宗時期仍然見於日常生活，絕跡。與中國類似，披帛在日常生活消失後，成為表演藝術所用的道具，以及見於非寫實仕女圖、神像的服飾。

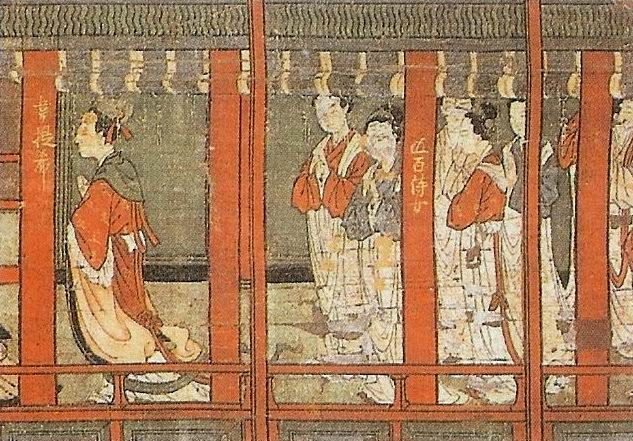
高麗時代貴族婦女及其侍女皆穿戴披帛

### 日本

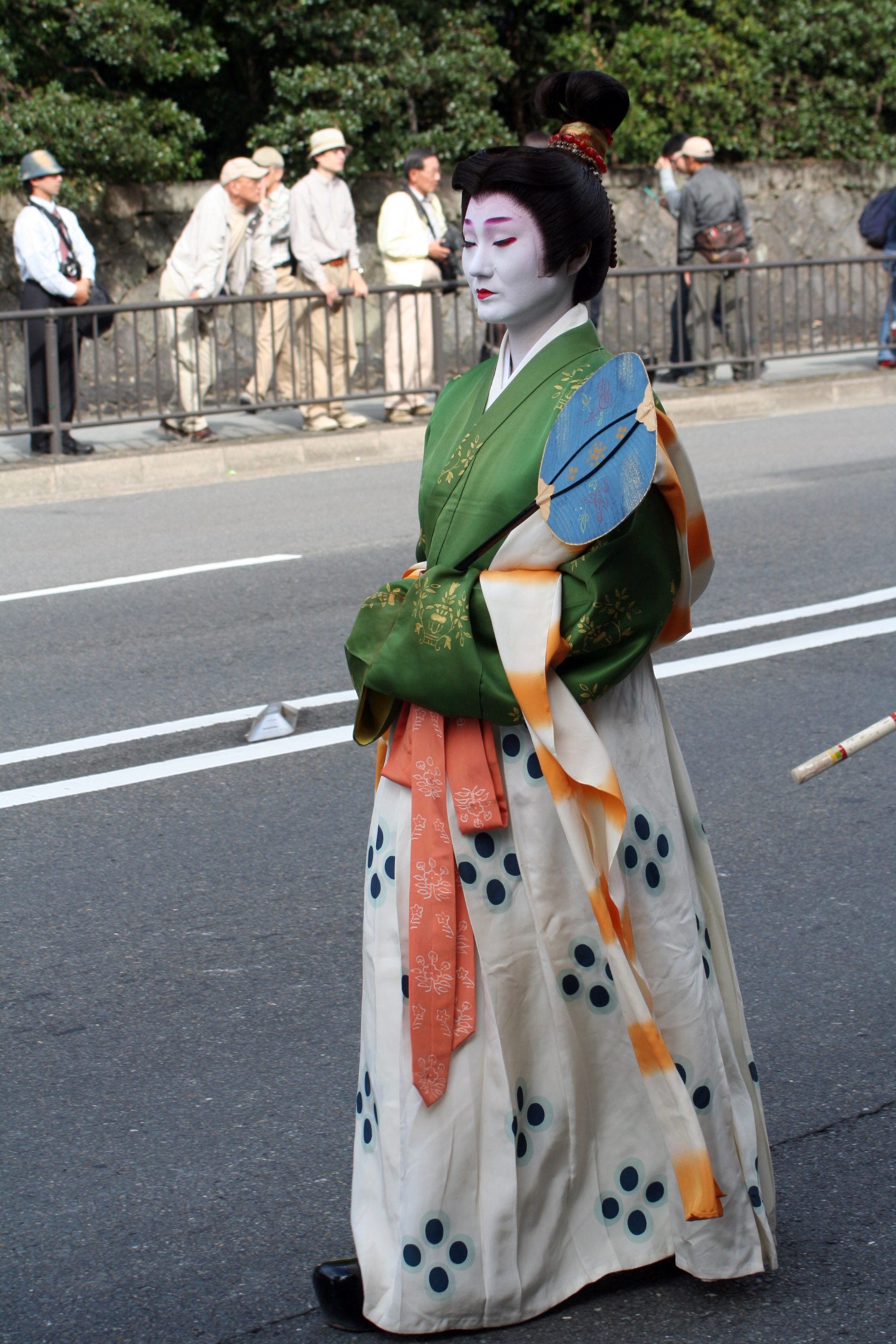
時代祭中由演員扮演奈良時代宮廷女性，身披披帛

日本於奈良時代引進唐代服飾制度，養老二年頒佈的《養老令》規定了女官、命婦的朝服和禮服，其中包括披帛，當地稱為比禮，也作為女房最高等級禮裝物具装束的配件。披帛更傳播至民間，庶民女性參與歌垣時會穿戴披帛，傳統戲劇伎樂中的唯一女角吳女的服飾也包括披帛。
到了平安時代，披帛仍然是公家女性服裝的一部份，約於白河天皇至後白河法皇時期消失。

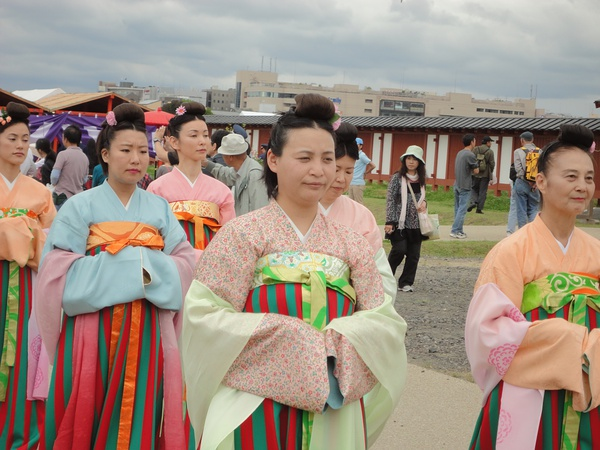
平成京天平祭中穿著奈良時代服裝的女性，穿戴披帛
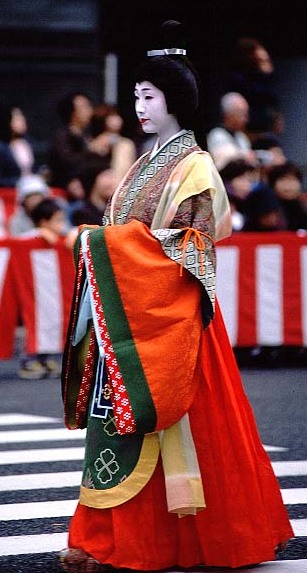
時代祭中復原的女官服裝有披帛
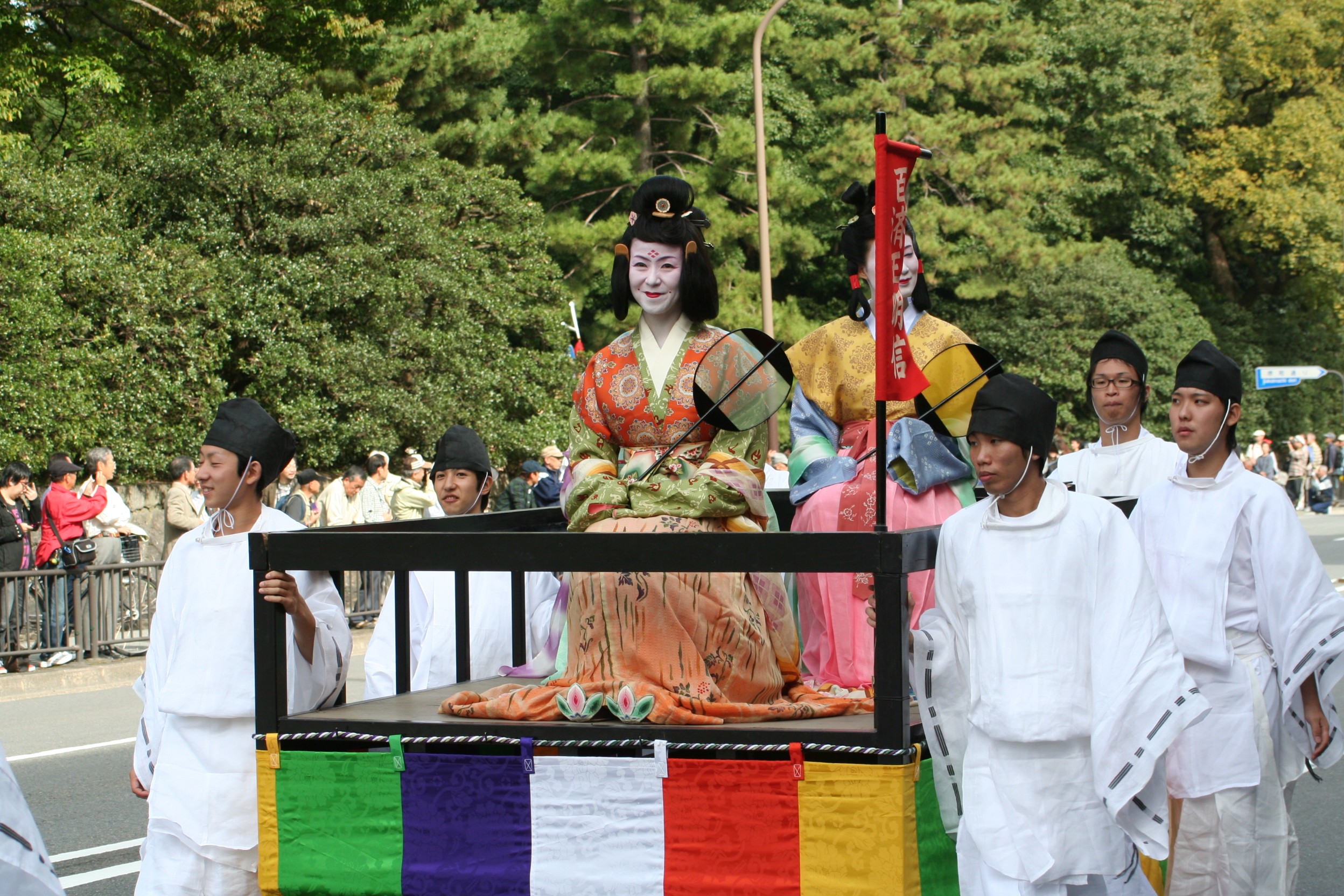
時代祭中扮演女官百濟王明信（日语：百済王明信）的演員，身披披帛